# Giganthorhynchidae
Giganthorhynchidae är en familj av hakmaskar. Enligt Catalogue of Life ingår Giganthorhynchidae i ordningen Gigantorhynchida, klassen Archiacanthocephala, fylumet hakmaskar och riket djur, men enligt Dyntaxa är tillhörigheten istället klassen Archiacanthocephala, fylumet hakmaskar och riket djur. I familjen Giganthorhynchidae finns 51 arter.
Giganthorhynchidae är enda familjen i ordningen Gigantorhynchida.
Kladogram enligt Catalogue of Life och Dyntaxa:
| Giganthorhynchidae | \| \| Gigantorhynchus \| \| \| \| \| \| Mediorhynchus \| \| \| \| |
|                    | \| \| Gigantorhynchus \| \| \| \| \| \| Mediorhynchus \| \| \| \| |
|                    | Gigantorhynchus                                                   |
|                    |                                                                   |
|                    | Mediorhynchus                                                     |
|                    |                                                                   |